# Cnemidophorus flavissimus
Espèce
Cnemidophorus flavissimus est une espèce de sauriens de la famille des Teiidae.

## Répartition
Cette espèce est endémique du Venezuela. Elle se rencontre sur les îles La Pecha et Isla Real dans l'archipel de Los Frailes.

## Publication originale
- Ugueto, Harvey & Rivas, 2010 "2009" : Two New Species of Cnemidophorus (Squamata: Teiidae) from Islands of the Northeastern Coast of Venezuela. Herpetological Monographs, vol. 23, n. 1, p. 123-153.